# Memórias de Adriano
Memórias de Adriano (em francês:  Mémoires d'Hadrien), um romance da autora belga Marguerite Yourcenar, é uma autobiografia imaginária sobre a vida e a morte do imperador romano Adriano. Memórias de Adriano foi publicado pela primeira vez em França em 1951, com enorme sucesso. Adriano foi, ele próprio, autor de uma auto-biografia que, no entanto, não chegou aos nossos dias.
O livro está organizado em seis partes, incluindo um prólogo e um epílogo: “Animula vagula blandula”, “Varius multiplex multiformis”, “Tellus satabilita”, “Saeculum aureum”, “Disciplina augusta” e “Patientia”. Toma a forma de uma carta redigida por Adriano e dirigida ao seu filho adoptivo e futuro imperador Marco Aurélio, então com dezessete anos.
Marguerite Yourcenar referiu no posfácio, "Carnet de note", à edição inicial, que havia escolhido Adriano como tema para o seu romance em parte porque este tinha vivido numa época intercalar, em que já não se acreditava nos deuses romanos mas em que o Cristianismo ainda não se tinha firmado, o que lhe despertou curiosidade porque ela própria viveu uma época semelhante na Europa do pós-guerra.

## Resumo da obra
Esta obra leva-nos a viajar pelo império de Adriano e quase a entrar no seu próprio pensamento e na sua intimidade. Representa a sua autobiografia que aproveita para realizar ao redigir numa carta dirigida ao futuro imperador Marco Aurélio. Trata-se de um livro que parece ser, numa primeira impressão, "difícil": a escrita faz-se na primeira pessoa, com o Imperador Adriano, ele próprio, vagueando pelas suas memórias. Feita a adaptação, passamos quase a sentir e a viver os tempos de Adriano: as suas viagens à volta do Império, os seus sentimentos para com os seus amigos e inimigos, a intriga palaciana da sua corte, os seus pensamentos políticos e filosóficos sobre Roma e os Romanos, sobre os povos da Ásia Menor e do Egito, sobre os bárbaros do Norte, as suas campanhas militares e sobre o enorme drama da sua paixão pelo jovem Antinoo, maravilhosa, apaixonada, dolorosa, pungente, emocionante.

### Animula vagula blandula
Na primeira parte, Adriano dá-nos a conhecer o destinatário da carta, Marco Aurélio, afirmando estar no limiar entre a vida e a morte (“…eu começo a avistar o perfil da minha morte.”). Apesar da sua condição (padecia de uma doença mortal), exprime a ideia de tentar viver um dia após outro, sem medo nem agonia. É a partir desse momento que nos leva a recuar no tempo, embarcando consigo numa viagem pela sua juventude. Fala das caçadas em que participava, da sua paixão por cavalos e por uma bela cavalgada, do gosto pela natação, da sua ganância pela comida apetitosa (criticando algumas misturas de sabores) e do gosto obstinado pela bebida (quer pela água quer pelo vinho). Apresentando sempre o seu ponto de vista e as suas filosofias, fala-nos do jejum (o qual associa ao delírio, à morte) e do amor (“Este jogo misterioso que vai do amor de um corpo ao amor de uma pessoa pareceu-me suficiente belo para lhe consagrar uma parte da minha vida.”) passando, sem nos apercebermos, para um relato da sua falta de sono, agora que a idade o tinha apreendido (“A minha ampulheta provou-me que dormi apenas uma hora.”) e aproveitando esse tema para falar do sonho e da sua nostalgia pelos que tinha em criança. Para além disso, a viagem a que nos propõe torna-se mais facilmente imaginada através da minuciosa descrição a que nos submete quando conta, com todos os pormenores, um dia passado na sua pessoa. Adriano é construído por Marguerite, para falar da dor, da dúvida, das alegrias, da maneira como se encaixam os tijolos na construção do homem. Seu texto aborda todos os aspectos da vida humana, não deixando de fora nem o sono.

### Varius multiplex multiformis

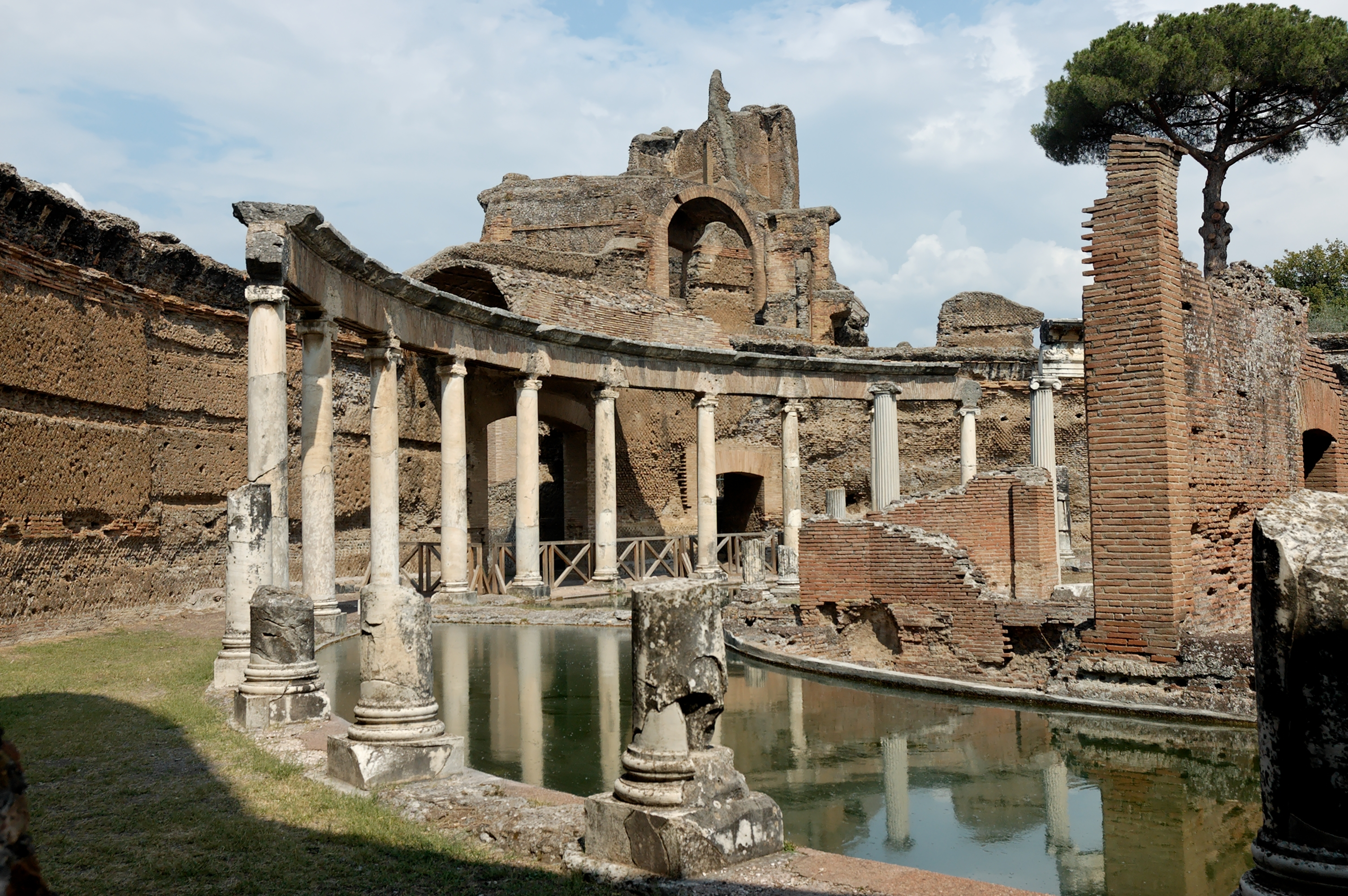
O teatro marítimo na Villa Adriana onde o narrador teria escrito as suas memórias.

A segunda parte é iniciada pela exposição da relação com o seu avô (que considerava um feiticeiro) e, de seguida, estende-se à apresentação do seu pai, Élio Afer Adriano, e da sua mãe, cujo nome não refere (Paulina). Dá-nos também a conhecer a sua predilecção pela cultura e sociedade grega afirmando um especial gosto pela língua grega. Adriano estudou em Atenas e afirma que o grego o ensinou a ser o que é, um imperador (“Este grego duro ensinou-me o método.”). Apesar de toda esta amarra que o prendia ao mundo grego, Adriano não deixava de sentir saudades da cidade de Roma e, por isso, abandona Atenas e parte para essa cidade do barulho, da desordem, como ele próprio afirma. Sem nos apercebermos da passagem dos anos, deixa-nos voar em direcção às suas permanências no exército, que repugnava, na sua juventude, fazendo alusão às suas paixões por jovens do mesmo sexo. Para além disso, conta-nos as suas aventuras ao tornar-se iniciado no culto de Elêusis e o seu medo da morte, criticando-se a si próprio pela sua falta de coragem. Conta também o seu casamento com Sabina e, de seguida, fornece-nos um delicioso pensamento acerca das mulheres da época, criticando-as por falta de amor verdadeiro e por uma crescente vaidade. Faz referência às invasões bárbaras que se estendiam e que tinham que ser travadas, culminando com a vitória dos romanos. Apesar de todo este clima de guerra, Adriano defendia a política de que não deveriam expandir mais os seus territórios mas sim defender as suas fronteiras o mais eficaz possível embora fosse necessário pacificar os focos de instabilidade (“Qualquer novo acréscimo do vasto organismo imperial parecia-me uma excrescência doentia, um cancro ou o edema de uma hidropisia que acabaria por nos causar a morte”). Seguidamente, dá-nos a conhecer a imperatriz Plotina, mulher de Trajano, com a qual mantinha uma relação de amizade muito forte. Como que com o passar de uma faísca, põe-nos a par da decisão de conquistar a Ásia, facto que encadearia a revolta dos judeus. O capítulo termina com a morte de Trajano e a natural sucessão de Adriano no poder, não pondo de parte as críticas tecidas por outros a esta sucessão.

### Tellus stabilita
Na terceira parte, Adriano faz alusão aos seus inimigos directos retratando o clima de instabilidade social. Para resolver estas ameaças constantes, pede a Atiano, homem da sua confiança, que pusesse fim a estas ameaças. Atiano, como homem sábio, mandou assassinar os quatro cônsules conspiradores à maneira tradicional romana, apunhalados. Este capítulo é dedicado ao relato pormenorizado das suas acções como por exemplo a rejeição do título de “Pai da Pátria”, a proibição dos banhos mistos, a fundição da baixela de ouro maciço e a sua introdução nos cofres do Estado, diminuição da quantidade de escravos da casa imperial, uso público da toga ou do laticlavo… Continua, para além disso, a demonstrar-nos o seu raciocínio lógico e coerente, digno de um filósofo grego, afirmando que “Roma já não cabe em Roma: daqui em diante tem que decair ou igualar-se a metade do mundo.” e fazendo previsões para um futuro longínquo que, na sociedade actual, se aplica perfeitamente (“Duvido que toda a filosofia do mundo consiga suprimir a escravatura: o mais que poderá suceder é mudarem-lhe o nome”; “Uma parte dos nossos males provém de haver demasiados homens excessivamente ricos ou desesperadamente pobres”). Depois de uma lição profunda de filosofia, mostra de novo o seu ponto de vista no que diz respeito às mulheres e as medidas tomadas a respeito das mesmas: concedeu à mulher uma liberdade aumentada de administrar a sua fortuna e de testar ou herdar. De seguida, fala do seu apoio aos poetas, nomeadamente a Suetónio que, ajudado por Adriano, pôde escrever a celebre obra, “Os doze Césares”. Para melhorar a nossa visão dos cenários que o envolviam, Adriano menciona aspectos da arquitectura e cor de toda a cidade assim como os edifícios que o constituíam. Neste capítulo, encontram-se já indícios de um romance que terminou de forma violenta, quando Adriano se refere à estatuária e à importância que esta tinha para a sua pessoa uma vez que via nela a imagem do seu amado. Termina com a menção ao culto de Elêusis e à sua admiração pelos astros.

### Saeculum aureum

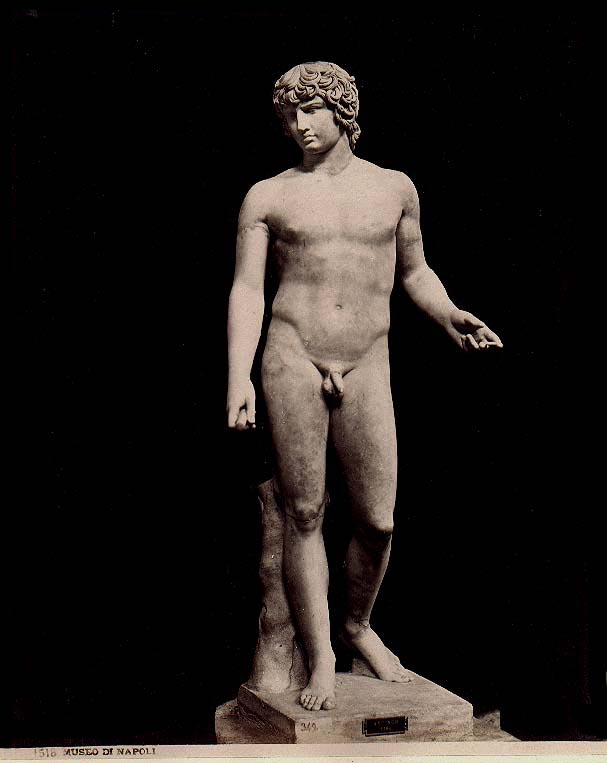
Antinoo, o amante de Adriano

O quarto capítulo é dedicado, na íntegra, a Antínoo, o amado de Adriano. Constitui a parte mais importante da obra e conta a história dos dois desde que se conheceram até à morte inesperada de Antínoo. Assim que começa a contar, todo o texto de Adriano ganha uma vivacidade que não era demonstrada nos capítulos anteriores. A paixão entre os dois levou a que não se desgrudassem até ao trágico fim. Podemos seguir de perto todas as suas viagens e pairar no ar para contemplar melhor todo o amor que sentiam. A “criança”, como Adriano lhe chamava era um jovem belo, tímido, de cabelos encaracolados que encantavam Adriano e o prendiam aquela pessoa. Todo aquele cenário de amor é, por vezes, interrompido com alguns indícios de tristeza, por parte de Antínoo, que se vão agravando à medida que o texto flui. A história envolvente destes dois indivíduos acaba com o suicídio de Antinoo que a sociedade toma como um sacrifício por Adriano mas com que este não se conforma. A pedido de Antínoo, em vida, Adriano manda embalsamar o seu corpo pelos egípcios e depositá-lo, no descanso profundo, num túmulo semelhante ao de um faraó, com túneis subterrâneos, hieróglifos… Para além disso, em sua honra, manda construir uma cidade com o nome de Antínoo na qual se implantará o culto a Antínoo, que terá acumulado a esta personagem o carácter divino. Toda a narração desta situação é acompanhada por expressões sombrias e um estado de espírito muito negativo, que se transmite plenamente ao leitor (repete quatro vezes a expressão “Antínoo estava morto”).

### Disciplina augusta
No início da quinta parte ainda se fazem várias referências a Antínoo de forma a perpetuar a sua lembrança no tempo. Fala na crescente adesão ao culto de Antínoo e à sua associação a diferentes divindades variando esta de território para território. Todo este texto denota uma revolta enorme pela perda do seu amado. É neste clima de revolta pessoal que, Adriano volta a referir os tempos de guerra e a revolução dos judeus que lhe incumbia, agora, abolir. Fala-nos da batalha com Simão e de todo o clima febril e de peste que se vivia no exército. É neste contexto que inicia a sua narração dos primórdios da sua doença (“Tive uma leve hemorragia…”; “…ao amanhecer tive vómitos…”). Apesar da sua doença, os romanos vencem a revolução dos judeus e, por ordem de Adriano, a Judeia foi cortada do mapa e passou a chamar-se Palestina. Como uma pessoa que está às portas da morte, Adriano começa a pensar em possíveis sucessores uma vez que eram os imperadores que os nomeavam. Adoptou Lúcio para que este lhe sucedesse mas, por pena sua, este sucumbiu. Tinha que pensar noutro pretendente e, por isso, nomeia Antonino como sucessor e Marco Aurélio como seu neto.

### Patientia
A última parte começa com uma carta enviada a Adriano, por Arriano, que o faz reflectir acerca de todas as suas obras e concluir que não foi tudo em vão. Porém, começam a faltar as forças para prosseguir e, em desespero, pede a dois homens da sua confiança que o matem, acabando os dois por finalizar a sua vida com o fim de não cumprirem tal ordem. Frente a estes acontecimentos, Adriano decide que não poderia fraquejar, nem no final da sua vida e, por isso, continuar com a viver ainda que, sonhando com espectros… A obra termina com a seguinte frase: “Procuremos entrar na morte de olhos abertos…”, eventualmente com o sentido de entrar no fim inevitável tendo vivido de forma intensa e fervorosa e tendo conhecido vários aspectos do mundo terreno – o amor, a amizade, a fidelidade, a alegria…

## Adaptação ao cinema
Está planeada a produção em 2010 de um filme baseado no romance de Marguerite Yourcenar. O filme terá guião de Ron Base, Valerio Manfredi e Rospo Pallenberg, e deverá ser realizado por John Boorman.